# Julian Edelman
Vous lisez un « bon article » labellisé en 2018.
(en) Statistiques sur pro-football-reference
Julian Francis Edelman est un ancien joueur de football américain né le 22 mai 1986 à Redwood City aux États-Unis. Quarterback universitaire des Golden Flashes de Kent State, il est sélectionné au septième tour de la draft 2009 de la NFL par Bill Belichick et les Patriots de la Nouvelle-Angleterre. Dès sa première saison en National Football League, les Patriots l'utilisent pour retourner les coups de pied sur les unités spéciales et comme wide receiver.
Remplaçant de Wes Welker, il fait ses preuves dans le slot lorsque celui-ci se blesse gravement au milieu de la saison 2009. Sa rapidité et son éthique de travail lui permettent de rester dans l'effectif des Patriots. Receveur peu utilisé, il montre des progrès en 2012 avant de se casser le pied. Lorsque Welker quitte l'équipe pour les Broncos de Denver avant la saison 2013, il se révèle et devient l'un des principaux receveurs de Tom Brady.
Acteur clef de la victoire des Pats aux Super Bowls XLIX, LI et LIII, il est reconnu comme l'un des meilleurs joueurs à son poste. Lors du Super Bowl LI, il réussit une réception heureuse qui contribue au retour historique de son équipe du score de 3 à 28 à la victoire en prolongation. Deux saisons plus tard, il est désigné MVP du Super Bowl en attrapant dix passes pour 141 yards.

## Biographie

### Jeunesse
Julian Francis Edelman naît le 22 mai 1986 à Redwood City. Sa mère, née Angela « Angie » Gole, a eu un premier enfant prénommé Jason de son mariage avec Ron Rodriguez. Née au Canada de parents allemands ayant longtemps vécu en Belgique, elle partage de nombreux amis avec Frank Edelman, mécanicien qui poursuit une carrière de musicien jusqu'à faire des premières parties au Japon. Lors du retour aux États-Unis à la fin de 1981, Frank Edelman met fin à sa carrière dans la musique et emménage ensemble avec Angie avec qui il se marie l'année suivante.
Lorsqu'il naît à l'hôpital Kaiser en mai 1986, Julian Edelman est un gros bébé de 4 kg. À trois mois, il est touché par une méningite dont il est guéri après une semaine d'hospitalisation. Julian Edelman grandit à Redwood City en Californie, tout près de la Silicon Valley. Alors qu'il a deux ans, sa famille change de domicile pour une maison de trois chambres au 1154 Oliver Street, à côté de multiples installations sportives où elle passe de nombreuses heures. Le jeune Julian aime construire et réparer dans son jardin, si bien que sa famille le surnomme MacGyver. De 4 à 8 ans, le garçon joue au football.
Pour accompagner Jason, Frank Edelman s'investit dans l'équipe de football américain locale, l'une des meilleures équipes de jeunes de la région, jusqu'à en devenir l'entraîneur principal et président. Le père de famille vit sa passion intensément, regardant de nombreuses heures de vidéo et allant voir d'autres équipes jouer tous les week-ends. Julian est entraîné tous les soirs au football américain, au basket-ball et au baseball, son père lui lance des balles de baseball et lui crie régulièrement dessus,,. Julian commence le football américain en club au printemps 1994 à l'âge de 7 ans.
Numéro 44, le petit Edelman ne fait pas le poids pour jouer. Il compense par sa vitesse et son entraînement. Dans une attaque en formation wishbone, que son père lui enseigne depuis qu'il a 4 ans, il s'impose comme un coureur et receveur efficace, marquant dix touchdowns en douze matchs dans sa troisième année. Julian joue également en tant que linebacker bien qu'il soit petit pour cette position. À 11 ans, il rejoint l'équipe entraînée par son père et va jusqu'à remporter le championnat national 1998 disputé en Floride,. Alors que les autres enfants grandissent et deviennent plus physiques, Julian Edelman n'évolue pas physiquement et est plus petit que ses camarades,.

Jeune, Julian Edelman évolue principalement dans la formation wishbone, la tactique offensive préférée de son père.

Après avoir été refusé au lycée Saint Francis où il souhaitait suivre les pas de son frère aîné, Edelman entre au lycée de Woodside où il joue comme running back. Toujours entraîné et poussé par son père, Julian Edelman souffre de son manque de croissance. Nettement plus petit que ses adversaires, il a du mal à les prendre de vitesse. Dans sa première année, il se blesse au genou et change de position pour celle de quarterback pour répondre aux besoins de son équipe. Si sa taille l'handicape, il est doué à ce poste grâce aux heures de travail passées avec son père et les bons athlètes qui jouent comme receveurs. Invaincus après neuf matchs, les Wildcats de Woodside s'inclinent lors de la dernière rencontre lorsque Julian Edelman, qui vient d'intercepter un ballon en tant que cornerback, le relâche sur un plaquage adverse, offrant un touchdown décisif.
L'été suivant, Julian Edelman s'entraîne avec Roger Theder, un ancien entraîneur principal des Golden Bears de la Californie. Sa troisième saison lycéenne est difficile, son entraîneur ne contrôle pas l'équipe et les défaites s'enchaînent de sorte qu'il finit par démissionner à la fin de la saison. Edelman grandit enfin et sa croissance lui donne confiance. Lors de sa dernière année, sous les ordres de Steve Nicolopoulos, il aide les Wildcats de Woodside à afficher un bilan de treize victoires en autant de rencontres et à remporter le championnat,,. Il cumule 2 237 yards à la passe et envoie 29 passes pour touchdown,. Aussi efficace dans le jeu au sol, il court pour 964 yards et 13 touchdowns,. Alors qu'il attend les offres de bourses universitaires, il n'en reçoit aucune et se résout à visiter l'université de San Mateo, à proximité de son domicile.

### Carrière universitaire
Julian Edelman poursuit son parcours scolaire à l'université publique de San Mateo. En compétition pour le poste de quarterback titulaire dans l'équipe de football américain, il marque un touchdown de 96 yards à la course lors de sa première rencontre puis obtient sa place de titulaire lors de sa deuxième rencontre. Il ne reste qu'un semestre à l'université de San Mateo mais cela lui suffit pour se mettre en valeur avec 1 312 yards lancés à la passe et le nouveau record de l'école à la course avec 1 253 yards,. De l'autre côté des États-Unis, l'entraîneur des Golden Flashes de Kent State Doug Martin, qui sort d'une saison avec une seule victoire et dix défaites, demande à son assistant de trouver le meilleur quarterback évoluant en Junior College. Ce dernier revient vers lui avec le nom d'Edelman, un joueur que les grandes universités du pays jugent beaucoup trop petit pour le poste. Après une visite du campus de l'université d'État de Kent, Julian Edelman souhaite l'avis de son père. Ce dernier lui conseille d'être transféré dans l'Ohio pour se familiariser avec le temps frais en vue d'une carrière professionnelle. Edelman accepte et fait des études de management à l'université d'État de Kent.
Compétitif, Edelman s'impose comme le quarterback titulaire des Golden Flashes de Kent State avec un style mobile, utilisant autant son bras que ses jambes pour avancer sur le terrain. Il change la culture de l'équipe en imposant son état d'esprit à toute l'équipe : refuser la défaite. Ce comportement ne fait pas de lui le favori du vestiaire, et certains de ses coéquipiers ne l'aiment pas, mais Edelman s'implique pour suivre les traces de Joshua Cribbs. Pour sa première rencontre universitaire, il lance trois interceptions dans une défaite 44 à 0 contre les Golden Gophers du Minnesota. Il lance son premier touchdown la semaine suivante pour Najah Pruden dans une défaite en double prolongation contre les Midshipmen de la Navy. Sa première victoire vient contre les Redhawks de Miami en troisième semaine, équipe que Kent State n'avait pas battue depuis 1972. Edelman et ses coéquipiers enchaînent alors les succès, cinq de suite, un exploit que les Golden Flashes n'ont pas réussi depuis 1977. Dans la rencontre contre les rivaux d'Akron, le quarterback réalise sa meilleure partie de la saison avec 305 yards et deux touchdowns à la passe ainsi que 69 yards et un touchdown à la course. La suite de la saison est plus difficile, l'équipe enchaîne les défaites et Edelman est gêné par une épaule douloureuse. Son visage est toujours juvénile, si bien qu'ESPN le prend pour le fils de l'entraîneur de l'équipe, lycéen, lors d'une retransmission nationale. Après la fin de la saison, il est opéré au cartilage articulaire de son épaule et ne peut pas lancer un ballon pendant quatre mois.
Au début de la saison 2007, Edelman est toujours handicapé par son épaule mais il utilise son habileté à courir pour gagner 135 yards au sol contre les Wildcats du Kentucky. Dans cette rencontre, il se fait une entorse au genou, ce qui l'empêche de changer de direction aisément. Préservé contre Ohio State, le quarterback doit mettre fin à sa saison après le plaquage au sol d'un joueur des Falcons de Bowling Green sur une glissade. Le choc lui casse le radius et l'oblige à être opéré. Une plaque et huit vis sont posées dans son avant-bras. Remplacé par Giorgio Morgan au poste de quarterback sur la fin de la saison, il sent la pression d'une potentielle fin de carrière.
Toujours en convalescence de sa blessure au bras, Edelman engage Tobias Jacoby et multiplie les exercices de musculation pour revenir plus fort. Pour sa troisième et dernière saison à Kent State, il retrouve sa place de titulaire et s'illustre individuellement dans les défaites de son équipe. Pour montrer ses qualités en retour de coup de pied et en blocage, son entraîneur le fait jouer dans les équipes spéciales, comme Joshua Cribbs avant lui. Il occupe aussi les postes de punter à quatre reprises. Julian Edelman court pour 170 yards contre Bowling Green mais ses nombreuses interceptions, — 11 en 12 matchs — limitent ses chances d'être recruté par une équipe de la National Football League. Il termine la saison avec 56 % de réussite à la passe pour 1 820 yards de gains et 13 touchdowns. Il bat également le record de yards gagnés par un joueur de Kent State en une saison, détenu jusqu'alors par Joshua Cribbs, avec 3 180 yards au total.

### Carrière professionnelle

#### Sélection et nouveaux rôles (2009)
Non invité au NFL Combine, Edelman pense à poursuivre une carrière en Ligue canadienne de football où les équipes apprécient les quarterbacks mobiles comme lui,. Les Lions de la Colombie-Britannique se sont placés pour pouvoir le recruter,. Pour le représenter dans son passage chez les professionnels, Edelman rencontre l'agent de son entraîneur de Kent State, Don Yee, et l'engage. Les Lions lui proposent un contrat avec 60 000 $ garantis, que des bonus peuvent faire grimper jusqu'à 150 000 $, que le joueur refuse pour tenter sa chance en National Football League (NFL).
Après s'être préparé dans un camp à Cleveland, Julian Edelman impressionne lors de la journée organisée par les Golden Flashes de Kent State pour mettre en valeur leurs joueurs en vue de la draft 2009 de la NFL,. Il court un sprint de 40 yards en 4 s 51 et ses temps aux navettes confirment sa rapidité,. S'il n'est pas attendu dans les premières sélections de la draft, de nombreuses équipes se sont renseignées sur lui : les Bears de Chicago, les Dolphins de Miami, les 49ers de San Francisco, les Browns de Cleveland, les Patriots de la Nouvelle-Angleterre, les Packers de Green Bay ou encore les Cowboys de Dallas,. Un changement de position est déjà envisagé avant sa sélection. 

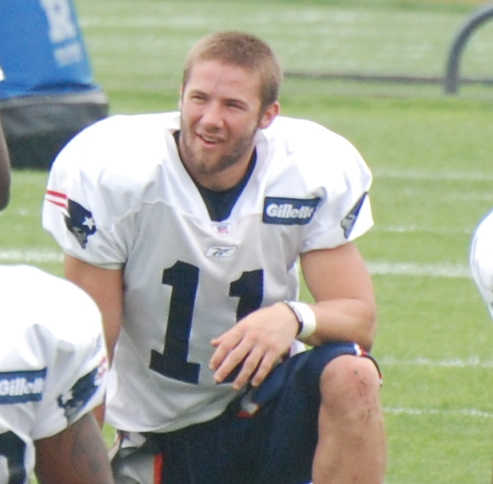
Le débutant Julian Edelman au camp d'entraînement des Patriots en 2009.

Lorsque les Dolphins sélectionnent Pat White au deuxième tour, Julian Edelman voit disparaître ses chances d'être recruté par Miami comme quarterback. Non sélectionné après deux jours de draft, le jeune joueur reçoit des offres pour être recruté en tant qu'agent libre. Si son nom n'est pas annoncé en fin de draft, il décide qu'il rejoindra les Packers de Green Bay. Il n'a finalement pas le choix de sa destination puisqu'avec le 232e choix, au septième et dernier tour, les Patriots de la Nouvelle-Angleterre le recrutent. Au téléphone, l'entraîneur Bill Belichick lui indique qu'il ne sait pas à quel poste il va jouer.
Débutant, il doit faire sa place au camp d'entraînement pour intégrer l'effectif final des Patriots pour la saison 2009. Il change de position pour jouer wide receiver et apprend le poste, des routes aux concepts ainsi que le livre de jeux des Patriots. Il effectue ses premiers entraînements avec Tom Brady qui revient d'une grave blessure. Volontaire, il intègre rapidement les équipes spéciales de l'équipe. Le 16 juillet 2009, il signe un contrat de quatre ans avec les Patriots d'un montant d'1,8 million de dollars avec une prime à la signature de 49 000 $.
Le 13 août 2009, lors du match de pré-saison contre les Eagles de Philadelphie, Edelman retourne un punt jusqu'à l'en-but pour un touchdown de 75 yards. Bill Belichick se tourne alors vers Wes Welker en lui demandant qui jouait première base avant Lou Gehrig, une référence pour signaler qu'Edelman est peut-être son successeur,,. Bonne surprise du camp d'entraînement et des matchs de pré-saison, il obtient sa place dans l'équipe finale des Patriots.
Avant la rencontre d'ouverture de la saison régulière contre les Bills de Buffalo, Edelman se blesse à la cheville mais revient dans le groupe pour le deuxième match contre les Jets de New York à la place de Wes Welker, touché au genou. Le receveur débutant attrape huit passes pour 98 yards dans la défaite de son équipe. Dans la rotation, Edelman attrape six passes dans la neige lors de la grande victoire 59 à 0 contre les Titans du Tennessee, avant de se blesser au bras et de devoir déclarer forfait pour le match disputé à Londres contre les Buccaneers de Tampa Bay. Il domine le classement des débutants avec 21 réceptions. De retour lors de la dixième journée contre les Colts d'Indianapolis, Edelman marque son premier touchdown en NFL sur une passe de 9 yards de Tom Brady,.
Lorsque Welker se blesse contre les Texans de Houston, Edelman le remplace. Il attrape 10 passes lancées par Brady pour 103 yards de gain offensif,. Pour la première fois de sa carrière, il passe la barre des 100 yards en NFL. Prévu comme joueur d'équipe spéciale, Edelman prend un rôle offensif plus important après la blessure de Welker, indisponible pour le reste de la saison. Son travail à l'entraînement est récompensé par Bill Belichick qui le complimente. En phase finale, le numéro 11 marque à deux reprises à la réception contre les Ravens de Baltimore mais la défaite 14 à 33 de son équipe met fin à sa saison. Edelman devient le premier débutant des Patriots à inscrire deux touchdowns en phase finale.

#### Remplaçant efficace (2010-2012)

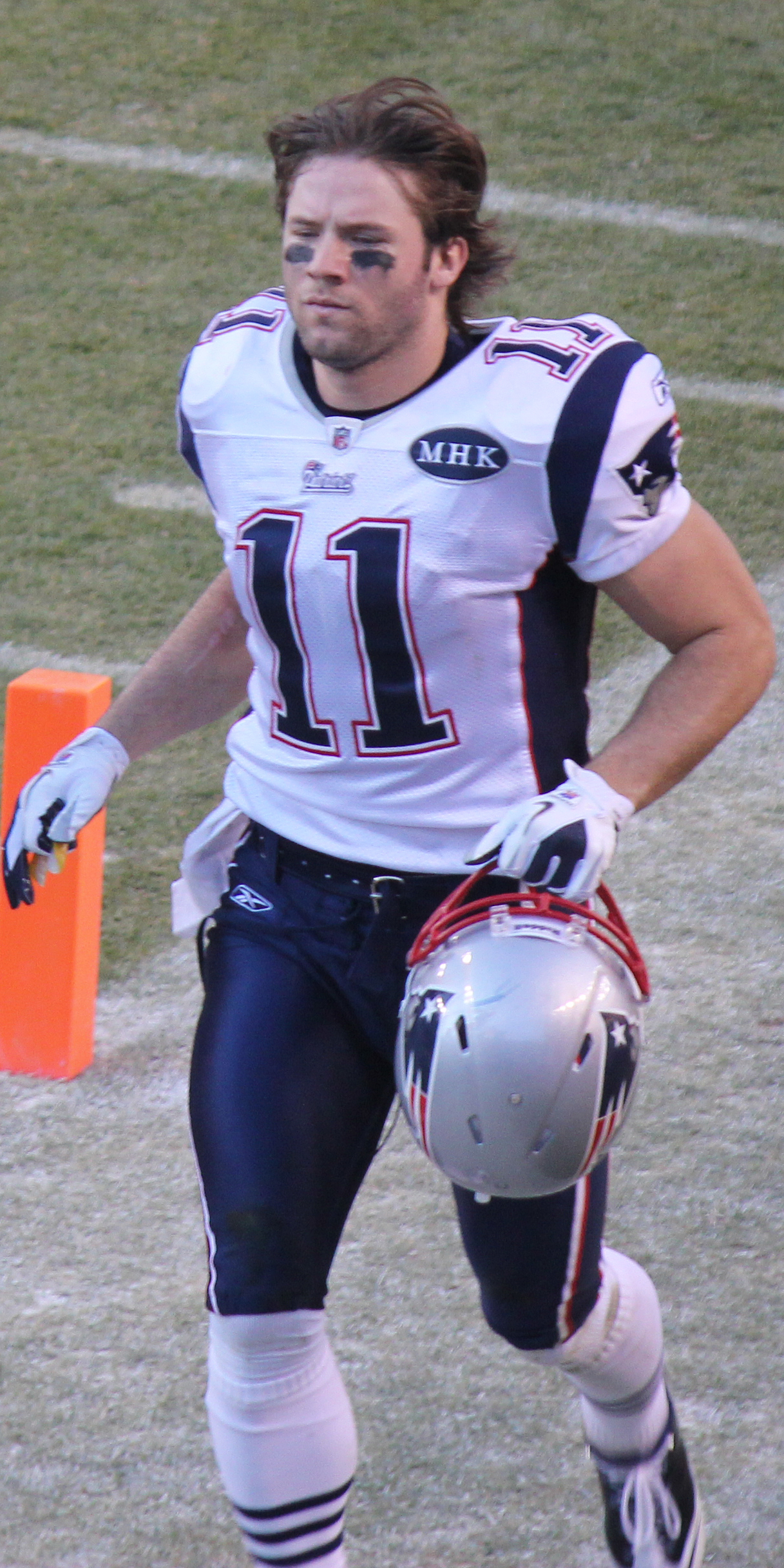
Julian Edelman sous le maillot des Patriots en 2011.

Après une première saison réussie dans la NFL, Julian Edelman se sent plus confiant. Il décide de passer l'été en Californie près de l'endroit où Tom Brady s'entraîne régulièrement avec Randy Moss et Wes Welker en attendant un appel de son quarterback. Brady l'appelle une fois et permet au receveur de voir comment la vedette s'entraîne l'été.
La saison 2010 est différente pour Julian Edelman qui voit son temps de jeu diminuer après le retour de blessure de Wes Welker et le recrutement de deux jeunes talentueux tight ends : Rob Gronkowski et Aaron Hernandez. Les plans de jeux offensifs changent pour tirer avantage de ces deux joueurs. Randy Moss est envoyé aux Vikings du Minnesota, Edelman est mis sur la touche également même s'il continue son apprentissage derrière Welker et Deion Branch. Le numéro 11 participe à quinze matchs, principalement au retour de coups de pied en équipes spéciales. Il reste sur le banc de l'attaque une grande partie de la saison, ce qui le frustre. Lors de la quatorzième semaine de la saison, il retourne un punt pour un touchdown de 71 yards mais son action est annulée par une pénalité de son coéquipier Dane Fletcher. Lors de la dernière rencontre de la saison régulière, Edelman profite de la rotation effectuée par Bill Belichick pour se montrer en attrapant trois passes pour 72 yards dans la défense des Dolphins de Miami. En jambes, il retourne également un punt pour un touchdown de 94 yards. Lors du barrage de la phase finale contre les Jets de New York, il est titulaire après que Wes Welker soit sanctionné par Belichick pour avoir fait des commentaires afin de charrier l'entraîneur adverse Rex Ryan. Avec une course et une passe dans la partie, Edelman ne change pas l'issue de la rencontre et les Patriots sont éliminés de la course au Super Bowl.
L'incertitude autour de la convention collective avant le début de la saison 2011 tronque sa préparation. En plus de tripler ses sessions avec Tom Brady, il commence à travailler avec l'entraîneur personnel de son coéquipier, Alex Guerrero. Numéro 11, son vestiaire est juste à côté du numéro 12 Tom Brady et il se lie à lui. L'attaque est pleine de talents et Edelman trouve sa place dans l'effectif grâce à ses qualités en retour de coup de pied.
Blessé à la main en pré-saison contre les Jaguars, sa saison tourne à la catastrophe à Halloween. Juré lors d'un concours de déguisements, il est arrêté à la suite d'une accusation d'attouchement,,. Si les charges sont abandonnées à la mi-décembre après enquête,, cet incident provoque une remise en question pour le joueur qui est, selon son entraîneur Belichick, à un moment charnière de sa carrière,. Utilisé en retour de coups de pied, il relâche un ballon contre les Giants de New York et est hué une semaine après avoir été arrêté. Au plus bas, Edelman peut compter sur Matthew Slater et Shane Vereen, avec qui il vit, pour lui remonter le moral et le soutenir. Sa saison change lorsque ses entraîneurs l'appellent afin de combler les nombreuses blessures en défense. Utilisant sa polyvalence, il est alors présent dans les réunions offensives, défensives et des équipes spéciales. Lors de la dixième semaine, il joue comme arrière défensif contre les Jets de New York et réalise même un plaquage sur le running back LaDainian Tomlinson qui se blesse sur l'action,. Il joue encore en défense les deux semaines suivantes contre les Chiefs de Kansas City puis les Eagles de Philadelphie. Edelman s'illustre particulièrement contre les Chiefs avec un nouveau touchdown de 72 yards en retour de punt et en plaquant le quarterback physique des Eagles Vince Young.
En phase finale, contre les Ravens de Baltimore, le numéro 11 est utilisé à la fois en attaque comme wide receiver et comme cornerback,. Brady est intercepté à deux reprises en visant Edelman, mais la première est annulée pour une pénalité. En couverture sur Anquan Boldin, il le laisse s'échapper en fin de rencontre dans un moment décisif. Malgré ces erreurs, les Patriots remportent la rencontre et se qualifient pour le Super Bowl. Edelman ne s'occupe que des retours de coups de pied d'engagement lors du Super Bowl XLVI dans la défaite contre les Giants de New York.
Après une intersaison à courir des routes pour Carson Palmer, Matt Leinart, Matt Cassel et surtout Tom Brady en Californie, JE11 s'améliore nettement au poste de receveur à l'été 2012. Auprès de Brady et son conseiller, Edelman change son régime alimentaire et l'attention qu'il porte à son hygiène de vie. Avant le début de la saison, le receveur refuse une proposition d'extension de contrat, confiant de réussir une bonne saison. Il entre en concurrence avec Wes Welker, les deux joueurs étant en fin de contrat au terme de la saison. Pour la rencontre d'ouverture à domicile des Patriots, Edelman est titulaire contre les Cardinals de l'Arizona,,. La semaine suivante, il est touché à la main contre les Ravens de Baltimore et inscrit un touchdown malgré cette blessure,. Indisponible trois semaines, son temps de jeu est limité à son retour contre les Jets de New York.
Le voyage de l'équipe pour jouer les Rams de Saint-Louis à Londres est son premier voyage hors des États-Unis. Gêné par le décalage horaire, il est toujours sur la touche. Edelman retrouve du rythme à son retour sur le sol américain. Il attrape cinq passes pour 58 yards et réussit à marquer sur un retour de coup de pied de 68 yards dans le large succès 59 à 24 contre les Colts d'Indianapolis,,,. Quatre jours plus tard, il enchaîne contre les Jets de New York en marquant deux touchdowns, l'un sur une passe de 56 yards de Tom Brady et l'autre en récupérant un fumble forcé par Devin McCourty,. Au début de la deuxième mi-temps, il se blesse à la tête sur un contact casque contre casque,. De retour lors du match suivant contre les Dolphins de Miami, il se blesse au pied, ce qui met un terme à sa saison,,. Il entame alors sa convalescence, de nouveau soutenu par le capitaine de l'équipe Matthew Slater.

#### Révélation au poste de receveur (2013)

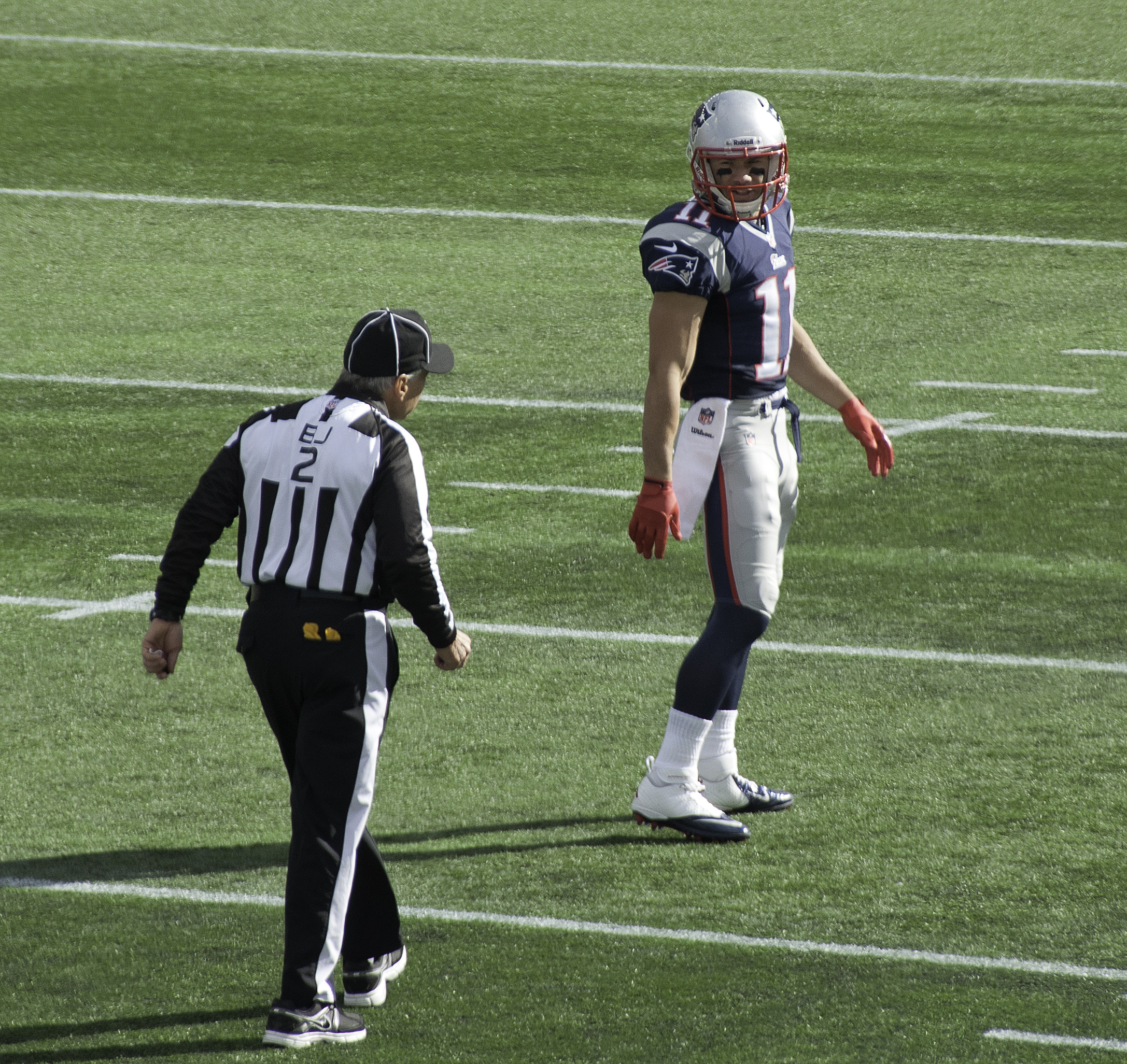
Julian Edelman parlant avec un arbitre en octobre 2013.

Après le départ de Wes Welker vers les Broncos de Denver en 2013, Bill Belichick recrute Danny Amendola des Rams de Los Angeles pour le remplacer,. Libre de tout contrat et toujours blessé au pied, Julian Edelman n'est pas dans les meilleures conditions pour négocier. Les Patriots de la Nouvelle-Angleterre lui font une proposition, mais son montant, 715 000 $ sur une saison, est inférieur à celui proposé au début de la saison. Le joueur cherche un meilleur contrat et rencontre les Giants de New York qui lui offrent un peu plus d'argent, mais pas suffisamment pour le convaincre de changer d'équipe,. Edelman signe avec les Patriots et se fait opérer une deuxième fois du pied, sa guérison ne se passant pas comme prévu. Pressé par Belichick de revenir à l'entraînement au plus tôt pour garder sa place dans l'équipe, il n'est pas au meilleur de sa forme au début du camp d'entraînement. Jour après jour, il se sent de mieux en mieux et le temps passé avec Tom Brady commence à payer. Après le départ de Welker, l'arrestation d'Aaron Hernandez pour meurtre, la blessure de Rob Gronkowski et Brandon Lloyd retraité, il se trouve être la seule cible connue pour Brady et obtient sa place dans l'effectif final,.
Edelman marque deux touchdowns contre les Bills de Buffalo dès la première rencontre de la saison,. Productif et fiable, il arrive à rester en bonne santé et devient le premier receveur de l'équipe,. Il attrape la semaine suivante 13 passes pour 82 yards contre les Jets de New York. Après une sortie discrète contre les Buccaneers de Tampa Bay, le petit receveur attrape pour 118 yards contre les Falcons d'Atlanta en Sunday Night Football,,. La bonne série prend fin sous la pluie de Cincinnati dans la défaite contre les Bengals où il n'attrape que deux des passes qui sont lancées vers lui. Après avoir réussi cinq réceptions contre les Saints puis les Jets, Julian Edelman disparaît des plans de jeux avec les retours de Danny Amendola et Rob Gronkowski. Fin novembre, dans le choc de la conférence AFC contre les Broncos de Denver, il s'illustre de nouveau avec 9 réceptions pour 110 yards et deux touchdowns dans la victoire en prolongation des Patriots,. Il enchaîne sept jours plus tard avec une nouvelle performance à plus de cent yards contre les Texans de Houston. Pour le dernier match avant les rencontres éliminatoires, Edelman attrape neuf passes pour 65 yards.
Edelman termine la saison régulière 2013 avec 105 passes réceptionnées, soit plus que lors de ses quatre saisons précédentes avec les Patriots,,. Il dépasse la barre des 1 000 yards gagnés en une saison avec 1 056 yards. Sa saison lui vaut un nouveau surnom de la part de Brady, Minitron, en référence au surnom Megatron de Calvin Johnson, l'un des meilleurs receveurs de la ligue,,. Attendu comme le principal receveur des Patriots pour la phase finale, il répond aux attentes avec 84 yards à la réception de passes dans la victoire contre les Colts d'Indianapolis puis 89 yards et un touchdown dans la défaite contre les Broncos de Denver.

#### Double vainqueur vedette du Super Bowl (2014-2016)
Agent libre après la fin de la saison 2013, les médias spéculent son possible départ vers une nouvelle équipe. Intéressé, l'entraîneur principal des 49ers de San Francisco Jim Harbaugh souhaite le recruter et le rencontre dans son bureau,. Les Lions de Détroit et les Browns de Cleveland montrent également de l'intérêt pour le joueur,. Alors qu'Edelman est à San Francisco, son agent Don Yee reçoit l'offre des Patriots de la Nouvelle-Angleterre que le joueur accepte dans la journée,. Il signe un contrat de quatre saisons avec l'équipe de la Nouvelle-Angleterre d'une valeur maximale de 19 millions de dollars dont une prime à la signature de 5 millions de dollars,,.
Titulaire tout au long de la saison 2014, Julian Edelman commence la saison avec 95 yards à la réception et 21 yards à la course contre les Dolphins de Miami. Il enchaîne avec 81 yards et un touchdown contre les Vikings puis 84 yards contre les Raiders. En difficulté lors de la lourde défaite 41 à 14 contre les Chiefs de Kansas City, JE11 participe à la réaction des Patriots qui enchaînent les succès. En semaine 9, Minitron s'illustre par un retour de punt de 84 yards pour un touchdown contre les Broncos de Denver. Il est pénalisé pour envoyer le ballon dans les tribunes après avoir marqué. Touché à la cuisse lors d'un contact avec un marqueur de distance contre les Colts la semaine suivante, Edelman est remis sur pied par l'encadrement des Patriots et Alex Guerrero pour le match contre les Lions de Détroit. Omniprésent, il attrape 11 des 15 passes qui sont envoyées vers lui pour un total de 89 yards gagnés à la réception,. Lors du déplacement à Lambeau Field et une défaite contre les Packers de Green Bay, Julian Edelman se blesse sévèrement à l'autre cuisse. Il reste sur la Côte Ouest avec son équipe pour préparer la rencontre contre les Chargers de San Diego. Dans le quatrième quart-temps, il reçoit une passe de Brady sur un tracé slant, casse deux plaquages et file dans l'en-but pour marquer un touchdown de 69 yards,,. Le receveur termine la rencontre contre les Chargers avec 141 yards en huit réceptions. De retour à Foxborough, il marque pour la deuxième fois consécutivement un touchdown et accumule 88 yards contre Miami. Blessé à la tête et à la cuisse, il ne se déplace pas pour les deux dernières rencontres de la saison contre les Jets et les Bills,.
En phase finale, contre les Ravens de Baltimore, le receveur reçoit une passe latérale de Tom Brady pour piéger la défense adverse et lance à son tour une passe vers Danny Amendola,,. Ce jeu offensif est une réussite et Edelman marque un touchdown pour sa première passe tentée en NFL. Cette passe remet les Patriots dans la partie en égalisant à 28 partout,,. Edelman et ses coéquipiers obtiennent la victoire puis se qualifient pour le Super Bowl XLIX où ils sont opposés aux Seahawks de Seattle.
Le parcours de Julian Edelman attire l'attention médiatique en amont du Super Bowl XLIX malgré le scandale du Deflategate. Lors de cette rencontre, le petit receveur porte un micro pour la NFL et est enregistré,. Dans le dernier quart-temps de la partie, il est frappé à la tête sur un choc avec Kam Chancellor mais est laissé sur le terrain par ses entraîneurs après avoir passé un test de traumatisme crânien,,,,. Il attrape néanmoins neuf passes pour 109 yards et un touchdown,. Ce dernier, juste avant l'interruption des deux minutes que l'horloge expire, place les Patriots en tête, 28 à 24, et se révèle décisif après l'interception de Malcolm Butler dans la dernière minute de la partie,,. En conférence de presse, il rend hommage à son père qui lui a permis de vivre son rêve,.
Tout comme Danny Amendola, Julian Edelman s'est imposé comme l'un des principaux receveurs de Tom Brady. Au-delà de l'entente avec son quarterback, Edelman construit une relation particulière avec le club, ses supporteurs et la région de Boston. Champion, Edelman change de statut et sa notoriété augmente. Après une parade à Disneyland, il fait une tournée des émissions télévisées nationales,,. Il fait une apparition dans le film Entourage avec entre autres Mark Wahlberg, Justin Bieber et Rob Gronkowski,,. Deux ans après avoir engagé une entreprise pour capitaliser sur sa notoriété de sportif professionnel, Edelman récolte les fruits de son travail sur et en dehors des terrains, où ses vidéos humoristiques dans le style de celles de Zach Galifianakis sont mises en lumière.
Le début de la saison 2015 est parfaite pour les Patriots qui enchaînent les victoires. Toujours invaincu après huit matchs, Julian Edelman se casse le pied dans un match contre les Giants de New York,,. La durée de son indisponibilité est évaluée entre six et huit semaines. De retour pour les matchs éliminatoires, Edelman attrape dix passes pour 100 yards dans la victoire contre les Chiefs de Kansas City. Battu par les Broncos de Denver lors du championnat AFC, le receveur est opéré au pied après la fin de la saison.
Sans Tom Brady, suspendu quatre rencontres, Julian Edelman arrive à trouver une connexion efficace avec Jimmy Garoppolo au début de la saison 2016. Il attrape sept passes contre les Cardinals de l'Arizona et les Dolphins de Miami. Lorsque Garoppolo se blesse, sa production est limitée par le plan de jeu pour le quarterback débutant Jacoby Brissett. En l'absence de Brady et Garoppolo, il est placé comme quarterback remplaçant et est pressenti quelques jours pour débuter contre les Bills de Buffalo après que Brissett soit touché au pouce en troisième semaine. Peu utilisé en retour de coups de pied, le petit receveur voit sa production diminuée au milieu de la saison.
En novembre, Julian Edelman attrape 99 yards contre les Seahawks de Seattle dans une revanche du Super Bowl XLIX. Il enchaîne avec 77 yards et un touchdown contre les 49ers et 83 yards contre les Jets en déplacements. Après de nouveau 101 yards contre les Rams de Los Angeles, il confirme qu'il a retrouvé sa meilleure forme,.
Visé quinze fois par Tom Brady lors de la rencontre suivante, Edelman est l'un des quatre receveurs des Patriots à gagner plus de 70 yards dans le succès contre les Ravens de Baltimore. Le receveur conclut la saison 2016 en marquant un touchdown de 77 yards contre les Dolphins de Miami sur une passe courte qu'il emmène à la course jusque dans l'en-but, bien aidé par un blocage décisif de Michael Floyd. Ses 151 yards à la réception établissent son record en carrière. Il conclut la saison régulière avec 98 réceptions pour 1 156 yards.
Au premier tour du tableau final, Julian Edelman réalise une belle performance contre les Texans de Houston, attrapant huit passes pour 137 yards. Si Brady est intercepté en le visant et le rate de plusieurs mètres sur une passe importante en troisième tentative, il continue se connecter avec lui pendant toute la rencontre. En finale de la conférence AFC, Edelman attrape pour 118 yards et un touchdown contre les Steelers de Pittsburgh dans la victoire 36 à 17 de son équipe,.
Lors du Super Bowl LI, Edelman est d'abord pris en tenaille par la défense des Falcons d'Atlanta. Bien que son équipe soit menée 21 à 0, il continue de motiver ses coéquipiers. Dans le dernier quart-temps, il réalise une réception impressionnante et chanceuse lors de l'offensive pour égaliser,,. Entouré par trois défenseurs, il plonge et attrape à quelques centimètres du sol le ballon tombant après que la passe de Tom Brady ait été déviée par le cornerback Robert Alford,,. Doutant que le receveur ait attrapé le ballon avant qu'il ne touche le sol, les Falcons d'Atlanta demandent le visionnage de la vidéo mais celle-ci confirme la réception. Cette action est l'une des plus marquantes de l'histoire du Super Bowl, et est désignée par plusieurs médias comme l'action de l'année. Comme deux ans auparavant, il porte de nouveau lors de ce Super Bowl un micro qui enregistre ses réactions en direct,. Après ce succès, il est invité avec Bill Belichick dans l'émission de Jimmy Fallon.

#### De l'infirmerie au titre de MVP du Super Bowl (2017-2018)
À l'été 2017, fort de son nouveau statut de receveur vedette, Julian Edelman signe un nouveau contrat avec les Patriots de la Nouvelle-Angleterre de deux ans supplémentaires lui offrant 9 millions de dollars garantis,. Lors du troisième match de préparation à la saison 2017 contre les Lions de Détroit, Julian Edelman se blesse au genou. Victime d'une déchirure du ligament, il doit manquer l'intégralité de la saison,,. Il reçoit le soutien d'autres joueurs de l'équipe ayant subi la même blessure précédemment comme Derek Rivers (en), Nate Ebner et Cyrus Jones, le joueur reprend l'entraînement en juin 2018, lors des premiers entraînements de la saison 2018.
Contrôlé positif à une substance interdite par la ligue pendant son absence, Julian Edelman est suspendu quatre matchs pour le début de la saison 2018,. Après que son premier appel soit rejeté, le joueur n'insiste pas et sa suspension est confirmée en juillet. Pendant sa suspension, il poursuit sa préparation et son entraînement, notamment avec les joueurs professionnels de basket-ball des Celtics de Boston, et avec l'ancien quarterback Mark Hartsell et son ancien coéquipier Rob Ninkovich. Pour son retour sur les terrains lors de la cinquième semaine de la saison 2018, Julian Edelman attrape sept passes pour 57 yards, notamment la première passe lancée de la rencontre, dans la victoire face aux Colts d'Indianapolis. Son retour et son activité contribuent au dynamisme retrouvé de l'attaque après deux défaites précoces des Patriots dans leur saison. L'équipe enchaîne les succès, aidé par le receveur trentenaire. Au début du mois de novembre, il est passeur sur un jeu de double passe réussi permettant aux Patriots de gagner 37 yards contre les Packers.
Alors que les receveurs se multiplient et changent régulièrement dans l'effectif des Patriots, comme Jordan Matthews, Eric Decker ou Josh Gordon, Edelman possède la confiance de Tom Brady qui le vise toujours autant. Sa saison est marquée par la fusillade dans une synagogue de Pittsburgh, à la suite de laquelle Julian Edelman apporte son soutien aux victimes par des messages sur les réseaux sociaux et des chaussures personnalisées,,. Lors du dernier match de la saison régulière, il est pénalisé par la ligue à trois reprises pour brutalités contre les Bills de Buffalo.
En phase finale, il attrape neuf passes pour un total de 151 yards contre les Chargers de Los Angeles. Lors du Super Bowl LIII gagné par les Patriots sur le score de 13 à 3, Julian Edelman est décisif à l'intérieur du terrain, dominant la défense par sa vitesse et ses changements de direction pour attraper dix passes pour 141 yards. Le receveur est désigné MVP du Super Bowl.

### Vie privée
Dans sa dernière année au lycée, la copine de Julian Edelman est Jaqui Rice, la fille de Jerry Rice. Il passe alors du temps au domicile de l'ancien receveur vedette de la National Football League.
Auparavant discret sur le sujet, et bien que né de mère non juive, Julian Edelman se revendique publiquement de confession juive dans une interview en 2015 pour ESPN. Ce même été, le joueur voyage en Israël avec sa sœur Nicole,,. Il déclare que ce voyage est une expérience qui a changé sa vie. En 2019, Edelman devient le premier joueur juif à devenir le meilleur joueur du Super Bowl et il déclare à la suite de cet accomplissement dans une interview à CNN que sa foi est importante dans son parcours.
En juillet 2016, les tabloïds américains prêtent à Julian Edelman une relation avec le mannequin brésilien Adriana Lima. Dans les jours qui suivent, la mannequin suédoise Ella Rose, qu'il a fréquentée entre 2014 et 2016, annonce attendre un enfant de lui,. Après avoir tu sa paternité, Edelman reconnaît être le père de l'enfant en décembre, quelques jours après la naissance de sa fille prénommée Lily le 30 novembre 2016. Au début de l'année 2017, Edelman et Lima mettent un terme à leur relation à cause de la distance et du souhait du joueur de ne pas avoir un autre enfant.
En 2018, Julian Edelman alerte la police au sujet d'un message de menace de fusillade dans une école, qu'il a reçu sur son réseau social Instagram, permettant ainsi l'arrestation du jeune homme auteur du message, et évitant un potentiel drame,.
En janvier 2020, quelques jours après l'élimination de son équipe en phase finale, Julian Edelman est arrêté par la police de Beverly Hills en Californie pour avoir sauté et endommagé une voiture.

## Statistiques
| Année              | Équipe                             | MJ                 |                       | Passes réceptionnées  | Passes réceptionnées  | Passes réceptionnées  | Passes réceptionnées |       | Courses | Courses | Courses | Courses |  | Fumbles | Fumbles |
| Année              | Équipe                             | MJ                 | Nb.                   | Yards                 | Moy.                  | TD                    | Nb.                  | Yards | Moy.    | TD      | Nb.     | Perdus  |  |         |         |
| 2009               | Patriots de la Nouvelle-Angleterre | 11                 | 37                    | 359                   | 9,7                   | 1                     | 2                    | 5     | 2,5     | 0       | 1       | 0       |  |         |         |
| 2010               | Patriots de la Nouvelle-Angleterre | 15                 | 7                     | 86                    | 12,3                  | 0                     | 2                    | 14    | 7       | 0       | 1       | 0       |  |         |         |
| 2011               | Patriots de la Nouvelle-Angleterre | 13                 | 4                     | 34                    | 8,5                   | 0                     | 4                    | 8     | 2       | 0       | 3       | 1       |  |         |         |
| 2012               | Patriots de la Nouvelle-Angleterre | 9                  | 21                    | 235                   | 11,2                  | 3                     | 4                    | 45    | 11,3    | 0       | 1       | 1       |  |         |         |
| 2013               | Patriots de la Nouvelle-Angleterre | 16                 | 105                   | 1 056                 | 10,1                  | 6                     | 2                    | 11    | 5,5     | 0       | 6       | 0       |  |         |         |
| 2014               | Patriots de la Nouvelle-Angleterre | 14                 | 92                    | 972                   | 10,6                  | 4                     | 10                   | 94    | 9,4     | 0       | 5       | 0       |  |         |         |
| 2015               | Patriots de la Nouvelle-Angleterre | 9                  | 61                    | 692                   | 11,3                  | 7                     | 3                    | 23    | 7,7     | 0       | 1       | 1       |  |         |         |
| 2016               | Patriots de la Nouvelle-Angleterre | 16                 | 98                    | 1 106                 | 11,3                  | 3                     | 12                   | 57    | 4,8     | 0       | 3       | 2       |  |         |         |
| 2017               | Patriots de la Nouvelle-Angleterre | -                  | N'a pas joué (blessé) | N'a pas joué (blessé) | N'a pas joué (blessé) | N'a pas joué (blessé) |                      |       |         |         |         |         |  |         |         |
| 2018               | Patriots de la Nouvelle-Angleterre | 12                 | 74                    | 850                   | 11,5                  | 6                     | 9                    | 107   | 11,9    | 0       | 1       | 0       |  |         |         |
| 2019               | Patriots de la Nouvelle-Angleterre | 16                 | 100                   | 1 117                 | 11,2                  | 6                     | 8                    | 27    | 3,4     | 0       | 3       | 1       |  |         |         |
| Totaux en carrière | Totaux en carrière                 | Totaux en carrière | 599                   | 6 507                 | 10,9                  | 36                    | 56                   | 391   | 7       | 0       | 25      | 6       |  |         |         |

| Année              | Équipe                             | MJ                 |     | Passes réceptionnées | Passes réceptionnées | Passes réceptionnées | Passes réceptionnées |       | Courses | Courses | Courses | Courses |  | Fumbles | Fumbles |
| Année              | Équipe                             | MJ                 | Nb. | Yards                | Moy.                 | TD                   | Nb.                  | Yards | Moy.    | TD      | Nb.     | Perdus  |  |         |         |
| 2009               | Patriots de la Nouvelle-Angleterre | 1                  | 6   | 44                   | 7,3                  | 2                    | -                    | -     | -       | -       | 0       | 0       |  |         |         |
| 2010               | Patriots de la Nouvelle-Angleterre | 1                  | 1   | 12                   | 12                   | 0                    | 1                    | 11    | 11      | 0       | 0       | 0       |  |         |         |
| 2011               | Patriots de la Nouvelle-Angleterre | 3                  | 2   | 19                   | 9,5                  | 0                    | 1                    | -1    | -1      | 0       | 0       | 0       |  |         |         |
| 2013               | Patriots de la Nouvelle-Angleterre | 2                  | 16  | 173                  | 10,8                 | 1                    | -                    | -     | -       | -       | 0       | 0       |  |         |         |
| 2014               | Patriots de la Nouvelle-Angleterre | 3                  | 26  | 281                  | 10,8                 | 1                    | 2                    | 19    | 9,5     | 0       | 2       | 0       |  |         |         |
| 2015               | Patriots de la Nouvelle-Angleterre | 2                  | 17  | 153                  | 9                    | 0                    | 1                    | 11    | 11      | 0       | 0       | 0       |  |         |         |
| 2016               | Patriots de la Nouvelle-Angleterre | 3                  | 21  | 342                  | 16,3                 | 1                    | 2                    | 14    | 7       | 0       | 0       | 0       |  |         |         |
| 2018               | Patriots de la Nouvelle-Angleterre | 3                  | 26  | 388                  | 14,9                 | 0                    | 2                    | 15    | 7,5     | 0       | 0       | 0       |  |         |         |
| 2019               | Patriots de la Nouvelle-Angleterre | 1                  | 3   | 30                   | 16,3                 | 0                    | 2                    | 12    | 6       | 1       | 1       | 0       |  |         |         |
| Totaux en carrière | Totaux en carrière                 | Totaux en carrière | 118 | 1 442                | 12,2                 | 5                    | 11                   | 81    | 7,4     | 1       | 3       | 0       |  |         |         |

## Palmarès
Joueur offensif des Golden Flashes de Kent State de l'année 2006, le jeune Julian Edelman est récompensé par une place dans la seconde équipe de la conférence MAC 2006.
Spécialiste des retours de coups de pied, il est récompensé à deux reprises par la National Football League comme le meilleur joueur de la semaine des équipes spéciales de la conférence AFC lors de la semaine 11 de la saison 2011 et lors de la semaine 9 de la saison 2014. En 2016, pour sa performance lors de la dernière semaine de compétition de la saison régulière, il est désigné meilleur joueur offensif de la semaine de la conférence AFC.
Vainqueur des Super Bowls XLIX, LI et LIII sous le maillot des Patriots, Edelman est un acteur de ces trois victoires. Par ces succès, il obtient peu à peu la reconnaissance de ses pairs qui le font entrer dans la liste des cent meilleurs joueurs de la NFL en 2015 au 91e rang. Il progresse en 2016 et 2017 à la 87e puis la 71e place avant de se blesser en amont de la saison 2017. Edelman est de retour dans le classement en 2019 avec la 90e place
Julian Edelman est, après Jerry Rice, le deuxième receveur avec le plus de réceptions en phase finale de l'histoire de la NFL. Sa performance au Super Bowl LIII lui vaut d'être désigné meilleur joueur du Super Bowl. Il est le septième receveur de l'histoire de la NFL à être distingué du trophée Pete Rozelle.

## Style de jeu

Arbre des différents tracés les plus utilisés au football américain par les receveurs pour se libérer de tout marquage. Le joueur part à la position de la croix blanche et suit ensuite l'une des neuf flèches indiquées sur l'image.

Julian Edelman se fait sa place en National Football League (NFL) par sa polyvalence et sa capacité à exploiter ses chances en retour de coups de pied et en équipes spéciales. Petit receveur par rapport aux autres athlètes à son poste, il est décrit par le quarterback Jimmy Garoppolo comme un couteau suisse. Pendant sa carrière professionnelle, il a joué en attaque, en défense et en équipes spéciales.
Edelman est d'abord performant aux retours de coup de pied. Avec une moyenne de plus de 11 yards gagnés par retour en carrière sur plus, il est l'un des meilleurs de l'histoire de la NFL à ce poste. Il a marqué à quatre reprises un touchdown en retour de punt. Il détient le record du retour de punt le plus long pour la franchise des Patriots avec un touchdown de 91 yards inscrit contre les Dolphins de Miami en 2011.

Julian Edelman est principalement positionné comme un receveur dans le slot en tant que slot receiver (SR).

Après s'être révélé en 2013 comme un receveur positionné dans le slot, il est capable dès l'année suivante de s'aligner comme un receveur extérieur et de créer du danger sur des passes longues grâce à sa vitesse,,. Il est capable de réaliser de nombreuses routes différentes, permettant de tromper les défenseurs,. En 2015, Pro Football Focus évalue qu'il est le meilleur joueur de la ligue sur les routes extérieures, désignées par le terme out aux États-Unis. Très utile sur les troisièmes tentatives, la relation et la confiance qu'il a nouées avec Tom Brady font de lui un joueur important de l'attaque des Patriots de la Nouvelle-Angleterre,. L'évaluation du quarterback est bien meilleure quand le petit receveur est présent sur le terrain avec lui. Deux ans plus tard, Edelman est mis en avant pour son efficacité sur les courses en curl et comeback avec lesquelles il arrive à gagner en moyenne 8,7 yards après la réception du ballon sur la saison 2017. Sa capacité à courir et gagner du terrain après avoir attrapé le ballon est l'un de ses principaux atouts.
Son volume de jeu et ses tracés vers le milieu du terrain lui font subir de nombreux chocs. Ce style de jeu dur lui a occasionné de nombreuses blessures au cours de sa carrière. Edelman a pour tradition de porter des gants rouges, une habitude qu'il a prise afin que sa mère puisse le reconnaître facilement sur le terrain.

## Aspects financiers
Le tableau ci-dessous récapitule les revenus en carrière de Julian Edelman tout au long de sa carrière en National Football League (NFL).
| Année | Équipe                             |                      | Salaire fixe |                | Bonus                    | Bonus        | Bonus        | Bonus | Total |
| Année | Équipe                             | Bonus à la signature | Salaire fixe | Bonus effectif | Bonus de restructuration | Autres bonus |              |       | Total |
| 2009  | Patriots de la Nouvelle-Angleterre | 310 000 $            | 48 700 $     | -              | -                        | -            | 358 700 $    |       |       |
| 2010  | Patriots de la Nouvelle-Angleterre | 395 000 $            | -            | -              | -                        | -            | 395 000 $    |       |       |
| 2011  | Patriots de la Nouvelle-Angleterre | 525 000 $            | -            | -              | -                        | -            | 525 000 $    |       |       |
| 2012  | Patriots de la Nouvelle-Angleterre | 615 000 $            | -            | -              | -                        | -            | 615 000 $    |       |       |
| 2013  | Patriots de la Nouvelle-Angleterre | 715 000 $            | -            | 40 000 $       | -                        | 10 000 $     | 765 000 $    |       |       |
| 2014  | Patriots de la Nouvelle-Angleterre | 1 000 000 $          | 2 000 000 $  | 437 500 $      | -                        | -            | 3 437 500 $  |       |       |
| 2015  | Patriots de la Nouvelle-Angleterre | 2 250 000 $          | 3 000 000 $  | 421 875 $      | -                        | 500 000 $    | 6 171 875 $  |       |       |
| 2016  | Patriots de la Nouvelle-Angleterre | 2 500 000 $          | -            | 750 000 $      | -                        | 778 635 $    | 4 028 635 $  |       |       |
| 2017  | Patriots de la Nouvelle-Angleterre | 3 000 000 $          | 4 607 843 $  | -              | -                        | 250 000 $    | 7 857 843 $  |       |       |
| 2018  | Patriots de la Nouvelle-Angleterre | 1 529 412 $          | -            | 375 000 $      | -                        | 500 000 $    | 2 404 412 $  |       |       |
| 2019  | Patriots de la Nouvelle-Angleterre | 1 000 000 $          | 8 000 000 $  | 500 000 $      | -                        | 1 500 000 $  | 11 000 000 $ |       |       |
| Total | Total                              | 13 839 412 $         | 17 656 543 $ | 2 524 375 $    | -                        | 3 538 635 $  | 37 558 965 $ |       |       |